# Zdenekiella
Zdenekiella is een geslacht van vliesvleugeligen uit de familie Encyrtidae. De wetenschappelijke naam van dit geslacht is voor het eerst geldig gepubliceerd in 2005 door Guerrieri & Noyes.

## Soorten
Het geslacht Zdenekiella is monotypisch en omvat slechts de volgende soort:
- Zdenekiella deon Guerrieri & Noyes, 2005